# اداره تجارت بین‌المللی
اداره تجارت بین‌المللی (به انگلیسی: International Trade Administration) یک سازمان دولتی در وزارت بازرگانی ایالات متحده آمریکا است که وظیفه آن ترویج صادرات محصولات غیر کشاورزی است.

## اهداف
اهداف این اداره به شرح زیر است:
1. ارائه اطلاعات کابردی برای کمک به آمریکایی‌ها در انتخاب بازارها و محصولات.
2. اطمینان از دسترسی آمریکایی‌ها به بازارهای جهانی با توجه به توافقنامه تجارت ایالات متحده
3. محافظت از آمریکایی‌ها در رقابت ناعادلانه برای دامپینگ، یارانه و واردات.

## سازمان
اداره تجارت بین‌المللی شامل سه واحد است. از جمله: صنعت و تجزیه‌وتحلیل، بازارهای جهانی و مطابقت و اجرا
- تحت معاونت بازرگانی برای تجارت جهانی
  - معاون وزیر بازرگانی برای بازارهای جهانی و مدیر کل خدمات تجاری ایالات متحده
    - دفتر برنامه‌ریزی استراتژیک
    - معاون مدیر کل خدمات تجاری ایالات متحده
      - دفتر خدمات خارجی و سرمایه انسانی
      - دفتر بودجه
      - دفتر فناوری اطلاعات تجارت
      - اداره خدمات اداری

    - معاون دستیار وزیر امور خارجه در بازارهای جهانی
      - مرکز دانش جهانی
      - سرمایه‌گذاری در آمریکا

    - دفتر عملیات داخلی
    - دفتر چین
    - دفتر اروپا، خاورمیانه و آفریقا
    - دفتر آسیا
    - دفتر نیمکره غربی
    - مرکز مشاوره

  - معاون وزیر بازرگانی برای صنعت و تجزیه‌وتحلیل
    - دفتر تولید
      - دفتر حمل‌ونقل و ماشین آلات
      - دفتر انرژی و محیط زیست
      - دفتر سلامت و فناوری اطلاعات

    - دفتر خدمات
      - دفتر امور مالی و صنایع بیمه
      - دفتر صنایع خدمات دیجیتال
      - دفتر زنجیره تأمین و خدمات بازرگانی

    - دفتر سیاست‌های تجاری و تحلیل
      - دفتر تجارت و تحلیل اقتصادی
      - دفتر مذاکرات تجاری و تجزیه‌وتحلیل
      - دفتر استانداردها و سیاست سرمایه‌گذاری
      - دفتر حقوق مالکیت معنوی

    - دفتر منسوجات، کالاهای مصرفی و مواد
      - دفتر کالاهای مصرفی
      - دفتر نساجی و پوشاک
      - دفتر صنایع مواد

    - دفتر ملی سفر و گردشگری
      - اداره صنعت سفر و گردشگری

    - دفتر کمیته‌های مشورتی و توسعه صنعت
    - دفتر برنامه‌های تجاری و همکاری‌های استراتژیک
    - دفتر برنامه‌ریزی، هماهنگی و مدیریت
    - دبیرخانه توافقنامه تجارت

  - معاون وزیر بازرگانی برای اجرا و انطباق
    - دفتر مبارزه با تخلفات و جبران خسارت
    - دفتر سیاست و مذاکرات